# Éliot Grondin
Éliot Grondin (Sainte-Marie, 19 aprile 2001) è uno snowboarder canadese.

## Biografia
Attivo a livello internazionale dal febbraio 2017 Grondin ha debuttato in Coppa del Mondo ha esordito il 9 settembre dello stesso anno a Cerro Catedral (39ª). Ha preso parte ai Giochi olimpici invernali di Pyeongchang 2018 venendo eliminato ai quarti di finale e concludendo in quattordicesima posizione nella gara di snowboard cross.
Nel 2021 ha vinto la medaglia di bronzo nella gara di snowboard cross ai mondiali di Idre Fjäll. Nella stessa stagione ha ottenuto la sua prima vittoria in Coppa del Mondo a Bakuriani, in Georgia. alle Olimpiadi di Pechino 2022 ha vinto la medaglia d'argento nella gara di snowboard cross e quella di bronzo nella gara a squadre. Ai Mondiali di Engadina 2025 si è laureato campione del mondo nella gara individuale di snowboard cross.

## Palmarès

### Olimpiadi
- 1 medaglia:
  - 1 argento (snowboard cross a Pechino 2022)
  - 1 bronzo (snowboard cross a squadre a Pechino 2022)

### Mondiali
- 2 medaglie:
  - 1 oro (snowboard cross a Engadina 2025)
  - 1 bronzo (snowboard cross a Idre Fjäll 2021)

### Mondiali juniores
- 3 medaglie:
  - 1 oro (snowboard cross a Krasnojarsk 2021)
  - 2 argenti (snowboard cross a Reiteralm 2019; snowboard cross a Cardrona 2018)

### Coppa del Mondo
- Vincitore della Coppa del Mondo di snowboard cross nel 2024 e nel 2025
- 25 podi:
  - 13 vittorie
  - 7 secondi posti
  - 5 terzi posti

#### Coppa del mondo - vittorie
| Data             | Luogo             | Paese    | Disciplina |
| ---------------- | ----------------- | -------- | ---------- |
| 4 marzo 2021     | Bakuriani         | Georgia  | SBX        |
| 20 marzo 2022    | Veysonnaz         | Svizzera | SBX        |
| 25 marzo 2023    | Mont-Sainte-Anne  | Canada   | SBX        |
| 3 dicembre 2023  | Les Deux Alpes    | Francia  | SBX        |
| 26 gennaio 2024  | Sankt Moritz      | Svizzera | SBX        |
| 3 febbraio 2024  | Gudauri           | Georgia  | SBX        |
| 4 febbraio 2024  | Gudauri           | Georgia  | SBX        |
| 9 marzo 2024     | Cortina d'Ampezzo | Italia   | SBX        |
| 23 marzo 2024    | Mont-Sainte-Anne  | Canada   | SBX        |
| 24 marzo 2024    | Mont-Sainte-Anne  | Canada   | SBX        |
| 1º febbraio 2025 | Beidahu           | Cina     | SBX        |
| 2 febbraio 2025  | Beidahu           | Cina     | SBX        |
| 6 aprile 2025    | Mont-Sainte-Anne  | Canada   | SBX        |

Legenda:

SBX = Snowboard cross